# Holbæk Bold- & Idrætsforening
El Holbæk Bold- & Idrætsforening és un club de futbol danès de la ciutat de Holbæk.

## Història
El club va néixer el 1931 per la fusió de Holbæk Idrætsforening i Holbæk Boldklub. L'1 de juliol de 2008, se separà la part professional creant el Nordvest FC, però es va dissoldre el 2014. Fou finalista de copa dues temporades, 1975 i 1976. Jugà quatre vegades a la primera divisió danesa, destacant una segona posició l'any 1975.

## Palmarès
- Zealand Series: 
  - 1936-37, 1974‡, 1998‡

‡: Guanyat per l'equip reserva